# 韦尔菲克
韦尔菲克（荷蘭語：Wervik，荷蘭語發音：[ˈʋɛrvɪk]，法語發音：[wɛʁvik]）是比利时弗拉芒大區西佛兰德省布魯日區的一座城市，西面和南面与法国接壤，通行荷蘭語，是弗拉芒社群的一部分，面积43.77平方千米，人口19,020人（2022年1月1日）。

## 名称
该地在法语中的名称为“Wervicq”，即“韦尔维克”，而该地隔利斯河与法国的南韦尔维克（法語：Wervicq-Sud，即“南韦尔菲克”）相望。